# ウィリアム・バーンサイド
このイギリスの数学者は時折アイルランドの数学者ウィリアム・S・バーンサイド (1839-1920)と混同される
ウィリアム・バーンサイド（William Burnside、1852年7月2日 - 1927年8月21日）は、イギリスの数学者である。有限群の理論の初期の研究者として最も著名である。

## 生涯
バーンサイドは1852年ロンドンに生まれた。1871年までクライスト病院の学校に通い、ケンブリッジ大学のセント・ジョンズ・カレッジとペンブルック・カレッジに入学し、1875年セカンドラングラーになった。続く10年間ケンブリッジ大学で講義をした後、グリニッジの王立海軍大学の教授に指名された。これはイギリスの数学研究の中心から少し外れた職だったが、バーンサイドは大変活動的に研究を継続し、経歴の中で150編の論文を発表した。
バーンサイドの初期の研究は、応用数学だった。この業績は、王立協会のフェローとしての選出に有利に働く十分な功績だったが、今日ではほとんど記憶されていない。選出されたのと同じ頃、バーンサイドの関心は有限群に変わった。有限群は19世紀後半のイギリスにおいて広く研究されたテーマではなかったが、この分野の研究に数年を費やし、幅広い評価を得ることになった。
バーンサイドの群論の業績の中心部分は群の表現論の分野であり、その基礎理論の発展に幾分貢献し、1890年代にその分野で研究を開始したフェルディナント・ゲオルク・フロベニウスの業績を補完したり、時にはそれに競合した。バーンサイドの群論への最も著名な貢献の一つは、paqb 定理であり、それは、位数が異なる3つ未満の素数により割り切れる各々の有限群は可解であることを示している。
1897年バーンサイドの古典的な著作『有限位数の群論』が出版された。第二版(1911年出版)は、何十年とその分野の標準的な著作だった。版の間の大きな違いは、第二版で指標理論を含んでいることだった。
バーンサイドはまたバーンサイド問題とバーンサイドの補題の定式化により記憶されている。バーンサイド問題とは、群の元全ての位数と群を生成するために必要な元の個数の両方に固定された限界があるとき、群の大きさを限界づける問題に関するものである。バーンサイドの補題とは、ある集合に作用する置換群の軌道の数と、群の各々の元による固定点の数に関連する公式である。補題の方は、フロベニウスとオーギュスタン・コーシーにより、より早く独立に発見されていた。
1901年6月、バーンサイドはダブリン大学から名誉学位(博士（理学）)を授与された。
数学上の業績に加えて、バーンサイドは有名なボート選手でもあった。ケンブリッジ大学の講師だった時、バーンサイドはボートチームのコーチをした。実際、ザ・タイムズのバーンサイドの死亡記事は、そのスポーツ上の経歴により関心を持ち、「その時代に最も著名だったケンブリッジのスポーツ選手の一人」とバーンサイドを呼んだ。
バーンサイドは南ロンドンのウェストウィッカム教区教会に埋葬されている。

## 書籍
- Theory of groups of finite order (2nd ed.). Cambridge University Press. (1911); xxiv+512 p.
- Forsyth, A. R., ed (1936). Theory of probability. Cambridge University Press; reprint of 1928 first edition, based on a manuscript almost completed by Burnside shortly before his death[7]
- Neumann, Peter M.; Mann, A. J. S.; Tompson, Julia C., eds (2004). The collected papers of William Burnside. Volume 1: Commentary on Burnside's life and work; papers 1883-1899; Volume 2: Papers 1900-1926. Clarendon Press/Oxford University Press. ISBN 978-0-19-850585-3; 1584 pages in 2-volume set; Burnside, William (2004). Vol. 1 (as separate book). ISBN 978-0-19-850586-0; 788 pages in vol. 1.  Vol. 2 (as separate book). ISBN 978-0-19-850587-7